# HMS Dreadnought (S101)
HMS Dreadnought (S 101) — первая атомная подводная лодка КВМФ Великобритании и седьмой корабль флота Великобритании, носивший это имя. Корабль был построен в Великобритании, но с использованием американских технологий в части атомной энергетической установки. Строительство корабля стало возможным в результате договора о совместной защите между Великобританией и США, заключённого в 1958 году.

## История строительства
Построена в 1959—1963 годах на верфях фирмы Vickers-Armstrongs в Барроу-ин-Фёрнесс. За прототип была взята подводная лодка США типа «Скипджек». Американский адмирал Хайман Риковер, заведовавший программой строительства АПЛ в США и являвшийся противником передачи технологий, планировал предложить британцам реактор типа S3W, использовавшийся на первых американских субмаринах, однако британский адмирал Луис Маунтбеттен настоял на получении более нового реактора типа S5W производства фирмы Westinghouse Electric Company. Корпусные конструкции и вооружение были спроектированы британскими специалистами, хотя на их работу оказал некоторое влияние доступ в американскую компанию Electric Boat Company.
Корабль был заложен 12 июня 1959 года. Торжественный спуск на воду состоялся 21 октября 1960 года, в годовщину Трафальгарского сражения, корабль был окрещён королевой Елизаветой II. Ходовые испытания были завершены в 1962 году, 17 апреля 1963 года корабль вошёл в состав КВМФ Великобритании.

## История службы
В середине 1960-х годов «Дредноут» совершил визиты в Норфолк (США), на Бермуды, в Роттердам и Киль. В 1967 году совершил переход из Розайта в Сингапур.
3 марта 1973 года «Дредноут» стал первой британской подводной лодкой, совершившей всплытие в районе Северного полюса. В ноябре 1977 года «Дредноут» входил в состав эскадры, совершившей поход в Южную Атлантику для демонстрации британского военного присутствия в условиях обострения отношений с Аргентиной из-за Фолклендских островов (операция «Джорнимэн»).
Лодка оставалась в составе КВМФ Великобритании до 1980 года, когда она была списана в связи с выработкой ресурса. С 1982 года находится на стоянке в Розайте, в ожидании отправки на слом.

## Конструкция
Основное назначение проекта — уничтожение подводных лодок противника. Также могла использоваться в качестве корабля охранения авианосной ударной группы.